# Ulica Awiacyjna we Lwowie
Ulica Awiacyjna – ulica w rejonie kolejowym Lwowa. Biegnie wzdłuż torów kolejowych od ulicy Gródeckiej do granic miasta.
Ulica otrzymała nazwę współczesną w 1958 roku dzięki bliskiemu położeniu lwowskiego lotniska cywilnego i zakładów naprawy samolotów.

## Urzędy
- Stacja kolejowa "Skniłów", (bud. nr 2)
- "Lwowskie państwowe zakłady naprawy awiacji", (bud. nr 3)